# Śliwka Tuitam
Śliwka Tuitam właściwie Rafał Śliwiak (ur. 20 lipca 1983) – polski raper i autor tekstów, znany przede wszystkim z występów w grupach Ego i Pijani Powietrzem oraz kolektywie PFK Kompany.

## Dyskografia
Występy gościnne
- Lari Fari[6] – Dusza (2001, Gigant Records, utwór: „Drzwi” gościnnie: Śliwka Tuitam)[7]
- Paktofonika – Jestem Bogiem (2001, Gigant Records, utwór: „Jestem Bogiem DJ Haem RMX” gościnnie: Śliwka Tuitam)[8]
- Rahim – Experyment: PSYHO (2002, Gigant Records, utwór: „Selekta” gościnnie: Śliwka Tuitam; „Nieme kino” gościnnie: Śliwka Tuitam)[9]
- CiągDalszy – Za-gadka? (2003, Universal Music Polska, utwór: „Oczymarudzisz” gościnnie: Śliwka Tuitam)[10]
- Paktofonika – Pożegnalny koncert (2004, Universal Music Polska, utwór: „Jestem Bogiem bonus” gościnnie: Śliwka Tuitam)[11]
- Godziny Szczytu – Zanim minie czas... (2005, Gigant Records, utwór: „Każesz mi?” gościnnie: Śliwka Tuitam)[12]
- Pokahontaz – Receptura (2005, Kreska Records, utwory: „Przez duże 'S'” gościnnie: Śliwka Tuitam; „Do amnezji...” gościnnie: Śliwka Tuitam)[13]
- Projektor – Miraż (2006, MaxFloRec, utwór: „Co zdobyte” gościnnie: Śliwka Tuitam)[14]
- Rahim – DynamoL (2007, MaxFloRec, utwór: „SinuSoida” gościnnie: Śliwka Tuitam)[15]
- Fokus – Alfa i omega (2008, FoAna, utwór: „Spacer” gościnnie: Śliwka Tuitam)[16]
- Rahim – Podróże po amplitudzie (2010, MaxFloRec, utwór: „Kropeczka” gościnnie: Fokus, Śliwka Tuitam)[17]
- Rahim – Amplifikacja (2010, MaxFloRec, utwór: „Kropeczka karma remix” gościnnie: Fokus, Śliwka Tuitam)[18]
- Andrzej Grabowski – Mam prawo... czasami... banalnie (2010, Universal Music Polska, utwór: „My jesteśmy Harlem”)[19]
- Projektor – ReMiraż (2011, Fandango Records, utwór: „Co zdobyte Zeus Remix” gościnnie: Śliwka Tuitam)[20]

Kompilacje różnych wykonawców
- Klan CD#29 (2003, „Klan”, utwór: Śliwka Tuitam – „Selekta”)[21]
- Hip-Hop.pl Składanka 2008 (2008, My Music, utwór: Rahim – „SinuSoida” gościnnie: Śliwka Tuitam)[22]
- Senność (ścieżka dźwiękowa, 2008, EMI Music Polska, utwór: Rahim – „SinuSoida” gościnnie: Śliwka Tuitam)[23]
- MaxFloRec – Podaj Dalej (2009, MaxFloRec, utwór: Śliwka Tuitam – „Wierzę”)[24]